# Suq Festival
Il Suq Festival è uno dei principali festival interculturali italiani ed europei. Nato nel 1999 alla Loggia di Banchi, nel centro storico, dal 2004 si svolge stabilmente a giugno nel Porto Antico di Genova, capoluogo ligure, ed è un grande teatro-mercato mediterraneo, luogo simbolico di una integrazione possibile tra genti e linguaggi realizzata attraverso il teatro, la musica, il cibo e l’artigianato. Ha dato vita alla Compagnia teatrale del Suq che ha prodotto spettacoli circuitati a Genova e in tournée, anche all’estero. Un recente e documentato articolo di Ester Fuoco sulla rivista Antropologia e Teatro parla del progetto Suq come di un “teatro del mondo, che ritorna al rito”, un “caleidoscopio di lingue che crea spazi, relazioni, incontri, un’idea che “provoca una rivoluzione culturale locale”

## Storia
Il Suq Festival nasce per dare vita a un luogo di narrazione contemporanea, un palcoscenico della diversità, innovativo e accessibile, attraverso la creazione di un grande e teatrale bazar mediterraneo, ispirato nella scenografia ad un suq (mercato in arabo). Ideato da Valentina Arcuri e Carla Peirolero, che ne è anche direttore artistico dalla fondazione, ha ricevuto numerosi riconoscimenti, tra cui, il più importante, quello di best practice per il dialogo tra culture e la promozione della diversità, nel 2014, dalla Commissione europea.
Molti i patrocini illustri, a cominciare da quello di UNESCO Commissione Italiana, dal 2011.
Dal Festival è nata la Compagnia del Suq, che riunisce artisti di diverse provenienze, ed è diretta come il Festival da Carla Peirolero. Del Suq Festival è stato scritto molto, chi lo ha definito “il festival con il pubblico più multiculturale d’Italia”, chi “un intervento di public art incentrato su un’idea di socialità”, o ancora “un teatro della percezione, multisensoriale, che parla al cuore e alla mente”, un “festival nato come atto di ribellione a un teatro convenzionale, chiuso nelle sale, bianco e ingessato”. Una ricerca della Pennsylvania University chiama in causa l’‘eterotopia” di Michel Foucault, individuando nel Suq un luogo “altro” che condensa le caratteristiche di tanti spazi insieme: teatro, mercato, agorà, arena. Il Festival ha istituito il Premio Agorà, insieme alla rete Med21, per valorizzare il lavoro di due personalità o istituzioni delle due sponde del Mediterraneo.
Da sempre alla ricerca di uno spazio teatrale permanente, la Compagnia del Suq ha presentato alle istituzioni delle proposte per l'utilizzo di alcuni luoghi a Genova, tra cui quella per la Loggia di Banchi, senza però avere risposte.

## Descrizione
Una decina di giorni di teatro, danza, musica, laboratori, showcooking e iniziative sull'ambiente in una cornice scenografica, firmata da Luca Antonucci, che riproduce un suq mediterraneo con un palco centrale per gli eventi che si susseguono dalle 16 alle 24; il bazar - colorato, ricco di sapori e profumi - ospita 14 cucine etniche, 40 botteghe di artigianato dal mondo, spazi per librerie, progetti di cooperazione, associazioni umanitarie.
Sempre più importanti sono le attività dedicate all’ambiente (EcoSuq) con buone pratiche e workshop legati alla sostenibilità. Nelle ultime edizioni ha registrato la presenza di oltre 70.000 visitatori, con prevalenza di pubblico giovane e multiculturale. Cuore del Festival la rassegna Teatro del Dialogo, con un calendario di spettacoli quotidiani, in luoghi scenici diversi del Porto Antico e del centro storico di Genova (Chiesa di San Pietro in Banchi, Isola delle Chiatte Archiviato il 22 febbraio 2019 in Internet Archive., Auditorium Acquario, Museo Luzzati) con appuntamenti anche alla frontiera di Ventimiglia, al Museo Preistorico dei Balzi Rossi.

## Gli ospiti
Dal 1999, tanti gli ospiti del Festival, tra cui Adonis, Marco Aime, Marco Baliani, Marguerite Barankitse, Laura Boldrini, Alessandra Ballerini, Francesca Caferri, Paola Capriolo, Paola Caridi, Ascanio Celestini, Giuseppe Conte, Lella Costa, Mimmo Cuticchio, Mahmoud Darwish, Pippo Delbono, Domenico De Masi, Duccio Demetrio, Elvira Dones, Teresa De Sio, Gabriele Del Grande, Ginevra Di Marco, Marco Di Stefano e Chiara Boscaro, Goffredo Fofi, Don Andrea Gallo, Fabrizio Gatti, Joumana Haddad, Amir Issaa, Julia Kristeva, Gad Lerner, Vladimir Luxuria, Cécile Kyenge, Predrag Matvejević, Antonio Moresco, Marino Niola, Ferzan Opzetek, Maria Pace Ottieri, Moni Ovadia, Mario Perrotta, Federico Rampini, Radiodervish, Farian Sabahi, Lunetta Savino, Andrea Segrè, Marina Senesi, Shantel, Baba Sissoko, Ambrogio Sparagna, Nomatemba Tambo, Gabriele Vacis, Vauro.

## La Compagnia del Suq
Specializzata in teatro musicale, civile e contemporaneo, realizza spettacoli ispirati alla letteratura internazionale, sul dialogo tra culture e religioni. Ha vinto il bando MigrArti – MiBAC, nel 2017 e 2018, producendo spettacoli con artisti migranti e di seconda generazione, tra cui La mia casa è dove sono, ispirato al libro di Igiaba Scego. Fa parte di quella “comunità teatrale combattiva che propone uno sguardo diverso sull’Altro”. Il suo è un teatro all’insegna dell’impegno, fondendo culture diverse.Ha prodotto 18 spettacoli, alcuni in coproduzione o collaborazione con Teatro Nazionale di Genova, presentati a Genova e in tournée. Tra questi, di grande successo, Esistenza, soffio che ha fame con Don Andrea Gallo, Cafè Jerusalem di Paola Caridi, con i Radiodervish, Madri Clandestine di Emilia Marasco, Gli stranieri portano fortuna, di Marco Aime e Carla Peirolero, Mama Africa di Valerio Corzani e Carla Peirolero. Ultime produzioni Da madre a madre e Canto di Passo con Moni Ovadia. Gli artisti svolgono attività formative presso scuole, Università e laboratori teatrali per tutti.

## Pubblicazioni
- Il viaggio che gli altri ci portano, a cura di Maria Pace Ottieri, AA.VV, Ed. Le Mani, 2004
- Mediterraneo da mangiare, a cura di Maurizio Sentieri e Carla Peirolero, Ed. Suq 2007
- Cuciniamoci il futuro – Ricette per convivere, a cura di Maurizio Sentieri e Carla Peirolero, prefazione di Chef Kumalé, Ed.Suq, 2009
- Manuale di buone pratiche. Risparmiare acqua, energia, gas e risorse nella vita quotidiana, a cura di Associazione SUQ e Comitato Territoriale Iren Genova